# Luigi Maverna
Luigi Maverna (ur. 12 lipca 1920 w Landriano, zm. 1 czerwca 1998 w Bolonii) – włoski duchowny rzymskokatolicki, arcybiskup Ferrary-Comacchio.
Święcenia prezbiteratu przyjął 19 czerwca 1943 i został inkardynowany do diecezji Pawii. 15 września 1965 Paweł VI mianował go biskupem pomocniczym diecezji La Spezia-Sarzana-Brugnato,
przydzielając mu stolicę tytularną Vannida. W 1966 został mianowany administratorem apostolskim diecezji Chiavari, zaś 9 września 1971 jej ordynariuszem. 1 października 1972 został wybrany na asystenta generalnego włoskiej Akcji Katolickiej, 22 lutego 1973 zrzekł się funkcji ordynariusza. 19 marca 1976 został mianowany sekretarzem generalnym Konferencji Episkopatu Włoch,  urząd ten pełnił do 25 marca 1982, do swej nominacji na arcybiskupa Ferrary. Równocześnie został mianowany ordynariuszem diecezji Comacchio, gdyż diecezje te były połączone unią in persona episcopi do 30 września 1986, kiedy zostały połączone. Przeszedł na emeryturę 8 września 1995.
Zmarł w Bolonii 1 czerwca 1998.